# Eilanden van Hongkong

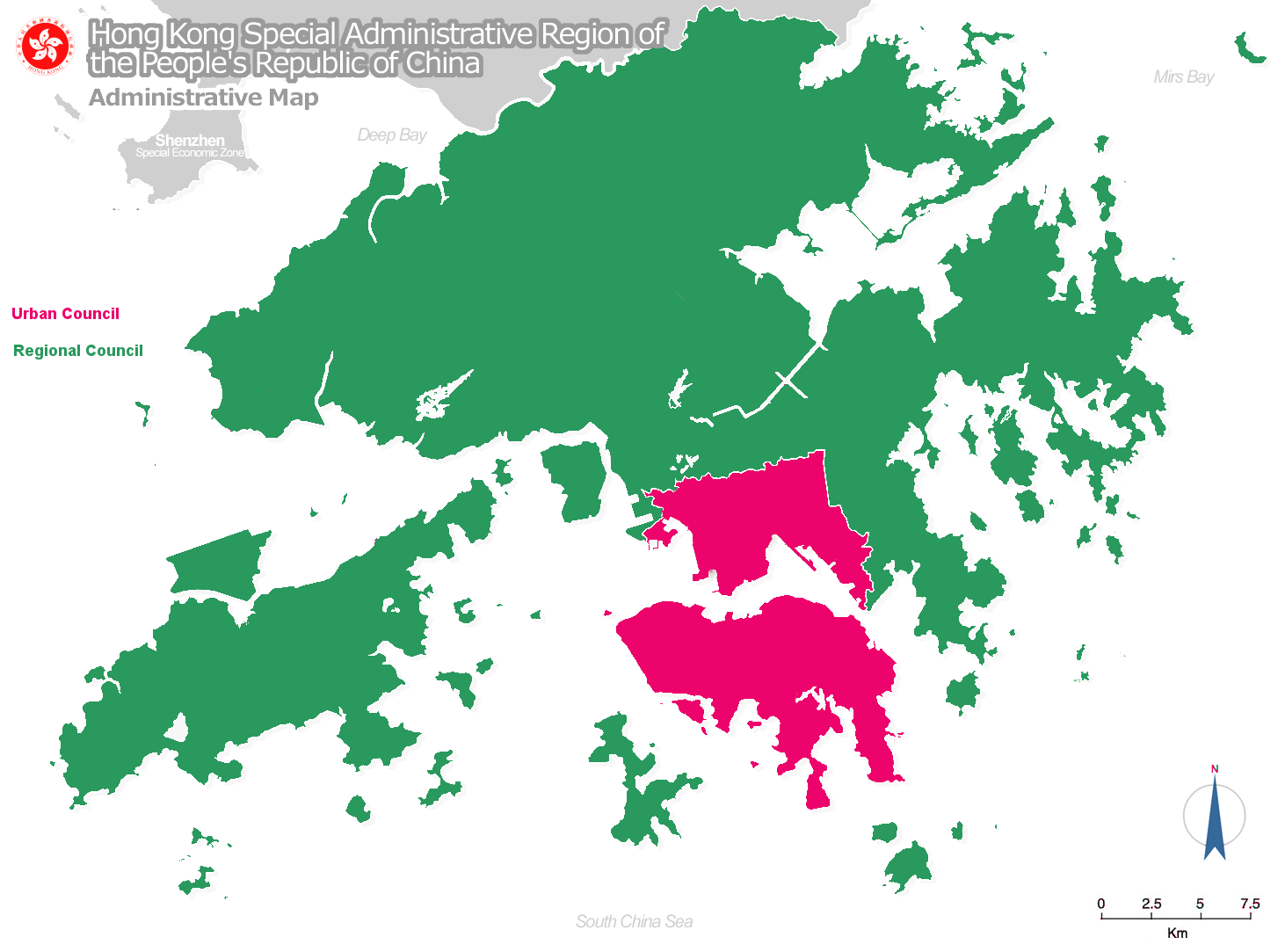
Hong Kong

Hongkong heeft 263 eilanden en samen vormen zij een oppervlakte van 309 km². Lantau-eiland is het grootste eiland van Hongkong. Dit is 146,5 km² groot en maakt daarmee negen procent uit van Hongkong. Hongkong-eiland is Hongkongs belangrijkste eiland. Het is het politieke, culturele en commerciële centrum van Hongkong.

## Lijst van Hongkongse eilanden
Lijst van Hongkongse eilanden met daarachter het district waartoe ze behoren:
- Centrumeiland/A Chau (丫洲) - Tai Po
- A Chau (鴉洲) - North District (Hongkong)
- Adamastasteen (北長洲石) - eilanden
- Ap Chau Mei Pak Tun Pai (鴨洲尾白墩排) - North District (Hongkong)
- Ap Chau Pak Tun Pai (鴨洲白墩排) - North District (Hongkong)
- Ap Chau/Robinson Island (鴨洲) - North District (Hongkong)
- Ap Lei Chau/Aberdeen Island (鴨脷洲) - Southern District (Hongkong)
- Ap Lei Pai (鴨脷排) - Southern District (Hongkong)
- Ap Lo Chun (鴨籮春) - North District (Hongkong)
- Ap Tan Pai (鴨蛋排) - North District (Hongkong)
- Ap Tau Pai (鴨兜排) - North District (Hongkong)
- Tsi Chau (匙洲) - Sai Kung
- Breakerrif (打浪排) - Tai Po
- Bun Bei Chau (崩鼻洲) - Sai Kung
- Bun Sha Pai (崩紗排) - Tai Po
- Cha Kwo Chau (茶果洲) - eilanden
- Cha Yue Pai (炸魚排) - Sai Kung
- Cham Pai (杉排) - Tai Po
- Cham Pai (沉排) - Sai Kung
- Cham Tau Chau (枕頭洲) - Sai Kung
- Chap Mo Chau (執毛洲) - North District (Hongkong)
- Chau Tsai Kok (洲仔角) - Tai Po
- Chau Tsai (洲仔) - Sai Kung
- Che Lei Pai (扯里排) - Tai Po
- Chek Chau/Port Island (赤洲) - Tai Po
- Chek Lap Kok (赤鱲角) - eilanden
- Cheung Chau (長洲) - eilanden
- Cheung Shek Tsui (長石咀) - North District (Hongkong)
- Cheung Sok (長索) - Tsuen Wan
- Cheung Tsui CHau (長咀洲) - Sai Kung
- Ching Chau (青洲) - Sai Kung
- Conic-eiland (飯甑洲) - Sai Kung
- Douglassteen (德己利士礁) - eilanden
- Platte Eiland (銀洲) - Tai Po
- Fo Shek Chau (火石洲) - Sai Kung
- Fo Siu Pai (火燒排) - Sai Kung
- Fu Wong Chau (虎王洲) - North District (Hongkong)
- Fun Chau (墳洲) - North District (Hongkong)
- Groene Eiland (青洲) - Central en Western District
- Ha So Pai (蝦鬚排) - eilanden
- Hau Tsz Kok Pai (孝子角排) - Tai Po
- Hei Ling Chau (喜靈洲) - eilanden
- Hin Pai (蜆排) - Tai Po
- Hok Tsai Pai (殼仔排) - Sai Kung
- Hongkong-eiland
- Hung Pai (紅排) - North District (Hongkong)
- Kai Chau (雞洲) - Sai Kung
- Kat O/Crooked Island (吉澳) - North District (Hongkong)
- Kau Pei Chau (狗脾洲) - Southern District (Hongkong)
- Kau Sai Chau (滘西洲) - Sai Kung
- Kau Yi Chau (交椅洲) - eilanden
- Kiu Tau (橋頭) - Sai Kung
- Kiu Tsui Chau (橋咀洲) - Sai Kung
- Ko Pai (高排) - North District (Hongkong)
- Kok Tai Pai (角大排) - North District (Hongkong)
- Kowloon Rock (九龍石) - Kowloon City
- Kung Chau (弓洲) - Tai Po
- Kwun Cham Wan (罐杉環) - Sai Kung
- Kwun Tsai (觀仔) - Sai Kung
- Lak Lei Tsai (癩痢仔) - Sai Kung
- Lamma-eiland (南丫島) - eilanden
- Lan Shuen Pei (爛樹排) - North District (Hongkong)
- Lan Tau Pai (爛頭排) - Sai Kung
- Lantau-eiland (大嶼山) - eilanden
- Lap Sap Chau (垃圾洲) - Sai Kung
- Leung Shuen Wan/High Island (糧船灣洲) - Sai Kung
- Kleine Groene Eiland (小青洲) - Central & Western
- Lo Chau (羅洲) - Southern District (Hongkong)
- Lo Chi Pai (鷀鸕排) - Northern District (Hongkong)
- Lo Chi Pai (鷀鸕排) - Sai Kung
- Lo Fu Tiu Pai (老虎吊排) - Sai Kung
- Lo Shue Pai (老鼠排) - Eastern District
- Loaf Rock (饅頭排) - eilanden
- Luk Chau (鹿洲) - eilanden
- Lung Kwu Chau (龍鼓洲) - Tuen Mun
- Lung Shan Pai (龍山排) - Southern District (Hongkong)
- Lung Shuen Pai (龍船排) - Sai Kung
- Lut Chau (甩洲) - Yuen Long
- Ma Shi Chau (馬屎洲) - Tai Po
- Ma Tsai Pai (孖仔排) - Sai Kung
- Ma Wan (馬灣) - Tsuen Wan
- Ma Yan Pai (媽印排) - Tai Po
- Buskruit-eiland (火藥洲) - Southern District (Hongkong)
- Mei Pai (尾排) - eilanden
- Midden Eiland (熨波洲) - Southern District (Hongkong)
- Mong Chau Tsai (芒洲仔) - Sai Kung
- Maaneiland (磨洲) - Tai Po
- Muk Yue Chau (木魚洲) - Sai Kung
- Nam Fung Chau (南風洲) - Sai Kung
- Ng Fan Chau (五分洲) - Southern District (Hongkong)
- Nga Ying Pai (牙鷹排) - Sai Kung
- Ngam Hau Shek (岩口石) - Tsuen Wan
- Ngan Chau (銀洲) - eilanden
- Ngau Shi Pui (牛屎砵) - Sai Kung
- Ngau Tau Pai (牛頭排) - Sai Kung
- Ngo Mei Chau (娥眉洲) - North District (Hongkong)
- Fruiteilandengroep (果洲群島) - Sai Kung
  - Kong Tau Pai (光頭排)
  - Lung Shuen Pai (龍船排)
  - Noordelijke Fruiteilanden (北果洲)
  - Sai Chau Mei (細洲尾)
  - Shue Long Chau (蕃莨洲)
  - Tai Chau (大洲)
  - Tai Chau Mei (大洲尾)
  - Tuen Chau Chai (短洲仔)
- Pak Chau (白洲) - Tuen Mun
- Pak Ka Chau (筆架洲) - North District (Hongkong)
- Pak Ma Tsui Pai (白馬咀排) - Sai Kung
- Pak Pai (白排) - Sai Kung
- Pak Sha Chau (白沙洲) - North District (Hongkong)
- Pak Sha Chau (白沙洲) - Sai Kung
- Pat Ka Chau (筆架洲) - North District (Hongkong)
- Peaked Hill (雞翼角) - eilanden
- Drakenpareleiland (龍珠島) - Tuen Mun
- Peng Chau (坪洲) - eilanden
- Pin Chau (扁洲) - Sai Kung
- Ping Chau (平洲) - Tai Po
- Ping Min Chau (平面洲) - Sai Kung
- Po Pin Chau (破邊洲) - Sai Kung
- Po Toi-eilandengroep (蒲苔群島) - eilanden
  - Kasteelsteen (螺洲白排)
  - Lo Chau (螺洲)
  - Mat Chau (墨洲)
  - Mat Chau Pai (墨洲排)
  - Po Toi-eiland (蒲苔島)
  - Sai Pai (細排)
  - San Pai (散排)
  - Sung Kong (宋崗)
  - Tai Pai (大排)
  - Waglan-eiland (橫瀾島)
- Po Yue Pai (蒲魚排) - Sai Kung
- Pun Shan Shek (半山石) - Tsuen Wan
- Pyramid Rock (尖柱石) - Sai Kung
- Ronde Eiland (銀洲) - Southern District (Hongkong)
- Sai Ap Chau (細鴨洲) - North District (Hongkong)
- Sam Pai (三排) - Sai Kung
- Sam Pui Chau (三杯酒) - Tai Po
- Sha Chau (沙洲) - Tuen Mun
- Sha Pai (沙排) - North District (Hongkong)
- Sha Pai (沙排) - Tai Po
- Sha Tong Hau (沙塘口山) - Sai Kung
- Sham Shui Pai (深水排) - eilanden
- Shau Kei Pai (筲箕排) - North District (Hongkong)
- Shek Chau (石洲) - Sai Kung
- Shek Kwu Chau (石鼓洲) - eilanden
- Shek Ngau Chau (石牛洲) - Tai Po
- Ossenstaarteiland (牛尾洲) - Sai Kung
- Sheung Pai (雙排) - North District (Hongkong)
- Shui Cham Tsui Pai (水浸咀排) - North District (Hongkong)
- Shui Pai (水排) - eilanden
- Siu Kau Yi Chau (小交椅洲) - eilanden
- Siu Nim Chau (小稔洲) - North District (Hongkong)
- Siu Tsan Chau (小鏟洲) - Sai Kung
- So Ko-eilandengroep (索罟群島) - eilanden
  - Cheung Muk Tau (樟木頭)
  - Ko Pai (高排)
  - Lung Shuen Pai (龍船排)
  - Ma Chau (孖洲)
  - Shek Chau (石洲)
  - Siu A Chau (小鴉洲)
  - Tai A Chau (大鴉洲)
  - Tau Lo Chau (頭顱洲)
  - Wan Hau Chau (灣口洲)
  - Yuen Chau (圓洲)
  - Yuen Kong Chau (圓崗洲)
- Schuine Eiland (青洲) - Sai Kung
- Chau Kung-eiland (周公島) - eilanden
- Ta Ho Pai (打蠔排) - North District (Hongkong)
- Tai Chau (大洲) - Sai Kung
- Tai Lei (大利) - eilanden
- Tai Nim Chau (大稔洲) - North District (Hongkong)
- Tai O (大澳) - eilanden
- Tai Pai (大排) - Sai Kung
- Tai Tau Chau (大頭洲) - Sai Kung
- Tai Tau Chau (大頭洲) - Southern District (Hongkong)
- Tai Tsan Chau (大鏟洲) - Sai Kung
- Tang Chau (燈洲) - Tai Po
- Tang Lung Chau (燈籠洲) - Tsuen Wan
- Tap Mun Chau (塔門) - Tai Po
- Tau Chau (頭洲) - Southern District (Hongkong)
- De Broers (磨刀洲) - Tuen Mun
  - Siu Mo To (小磨刀)
  - Tai Mo To (大磨刀)
  - Tsz Kan Chau (匙羹洲)
- Tit Cham Chau (鐵蔘洲) - Sai Kung
- Tit Shue Pai (鐵樹排) - Tai Po
- Tiu Chung Chau (吊鐘洲) - Sai Kung
- Tiu Chung Pai (吊鐘排) - Sai Kung
- Tong Hau Pai (塘口排) - Sai Kung
- Dorpseiland (伙頭墳洲) - Sai Kung
- Trio-eiland (大癩痢) - Sai Kung
- Tsim Chau-eilandengroep - Sai Kung
  - Tai Chau (大洲)
  - Tsim Chau (尖洲)
- Tsing Chau (青洲) - North District (Hongkong)
- Tsing Yi-eiland (青衣島) - Kwai Tsing
- Tsui Pai (咀排) - eilanden
- Tuen Tau Chau (斷頭洲) - Sai Kung
- Tung Lung Chau (東龍洲) - Sai Kung
- Tung Sam Chau (棟心洲) - Sai Kung
- Wai Chau Pai (灣仔排) - Tai Po
- Wai Kap Pai (桅夾排) - Sai Kung
- Wang Chau (橫洲) - Sai Kung
- Wang Pai (橫排) - Sai Kung
- Wo Sheung Chau (和尚洲) - Sai Kung
- Wong Mau Chau (黃茅洲) - Sai Kung
- Wong Nai Chau Tsai (黃泥洲仔) - Sai Kung
- Wong Nai Chau (黃泥洲) - North District (Hongkong)
- Wong Nai Chau (黃泥洲) - Sai Kung
- Wong Wan Chau (往灣洲) - North District (Hongkong)
- Wong Wan Pai (往灣排) - Sai Kung
- Wong Yi Chai (黃宜洲) - Sai Kung
- Wu Chau (烏洲) - North District (Hongkong)
- Wu Chau (烏洲) - Tai Po
- Wu Pai (烏排) - North District (Hongkong)
- Wu Yeung Chau Pai (湖洋洲排) - North District (Hongkong)
- Wu Ying Pai (烏蠅排) - eilanden
- Yan Chau (印洲) - North District (Hongkong)
- Yau Lung Kok (游龍角) - Sai Kung
- Yeung Chau (洋洲) - North District (Hongkong)
- Yeung Chau (洋洲) - Tai Po
- Yeung Chau (洋洲) - Sai Kung
- Yeung Chau (羊洲) - Sai Kung
- Yi Long Pai (二浪排) - eilanden
- Yi Pai (二排) - Sai Kung
- Yim Tin Tsai (鹽田仔, Little Salt Field) - Sai Kung
- Yuen Kong Chau (圓崗洲) - Sai Kung